# Cryptocentrus fasciatus
Cryptocentrus fasciatus és una espècie de peix de la família dels gòbids i de l'ordre dels perciformes.

## Morfologia
Els adults poden assolir els 14 cm de longitud total.

## Distribució geogràfica
Es troba des de l'Àfrica oriental fins a Melanèsia i la Gran Barrera de Corall.